# Национальный театр Японии
Национальный театр Японии (яп. 国立劇場 Кокурицу гекидзё) — комплекс, состоящий из трех залов в двух зданиях в Хаябуса-тё, специальном районе Тиёда в Токио, Японии. Управление им осуществляет Японский Совет Искусств, Независимый Административный Институт Министерства Образования, Культуры, Спорта, Науки и Технологий. В первую очередь на сцене ставятся образцы традиционного Японского театрального искусства.